# Яничич, Неманья
Неманья Яничич (сербохорв. Немања Јаничић/Nemanja Janičić; род. 13 июля 1986, Баня-Лука) — черногорский и боснийский футболист, полузащитник.

## Карьера
Неманья Яничич родился 13 июля 1986 года в боснийском городе Баня-Лука. Свою профессиональную карьеру он начал в 2004 году в составе черногорского клуба «Могрен». В составе «Могрена», Яничич выступал вплоть до 2011 года и за это время сыграл в девяносто семи матчах и забил два гола. В середине 2011 года, он переехал в Сербию и подписал контракт с «Бежанией». В составе «Бежании», Неманья Яничич выступал пол сезона и за это время сыграл в четырнадцати матчах и не смог забить ни одного гола.
В 2012 году, он перешёл в ещё один сербский клуб «Напредак» и выступал за этот клуб до конца 2014 года. За это время, Яничич сыграл в семидесяти матчах и забил два гола. В 2015—2016 годах Неманья Яничич являлся игроком узбекского клуба «Локомотив» из Ташкента.

## Достижения

### Командные

#### «Могрен»
- Чемпион Черногории (2): 2008/09, 2010/11
- Обладатель Кубка Черногории: 2008

#### «Напредак»
- Чемпион Сербии: 2012/13

#### «Локомотив» Ташкент
- Обладатель Суперкубка Узбекистана: 2015